# Лангидик
Лангидик (фр. Languidic) — коммуна на северо-западе Франции, находится в регионе Бретань, департамент Морбиан, округ Лорьян, кантон Энбон. Расположена в 25 км к северо-востоку от Лорьяна и в 44 км к северо-западу от Вана, на левом берегу реки Блаве. Через территорию коммуны проходит национальная автомагистраль N24.
Лангидик является большой по площади коммуной департамента Морбиан и четвертой в Бретани.
Население (2019) — 8 064 человек.

## История
Первые следы пребывания человека на территории коммуны Лангидик относится к неолиту, о чем свидетельствуют многочисленные сохранившиеся мегалиты. Поселение располагалось на античной римской дороге из Вана в Кемпер. Средние Века Лангилика связаны сразу с несколькими бретонскими святыми - Святой Кинед, которому поселение было обязано своим первым названием, Святой Альбин из Анже, предположительно родившийся здесь, и, наконец, Святой Юрлу, поселившийся в скиту на берегу Блаве. 
В 1342 году во время осады Энбона сеньор Лангидика помогал Жанне Фландрской, за что Лангидик был разграблен и сожжен французами. Во время Религиозных войн соседние Энбон и Блаве (старое название Пор-Луи) поддерживали разные стороны, и солдаты обеих сторон не стеснялись разорять Лангидик.

## Достопримечательности
- Церковь Святого Петра 1870-х годов
- Часовня Нотр-Дам-де-Флёр XV века в стиле пламенеющей готики
- Часовня Святого Юрлу XVII века, реконструированная в XX веке
- Линия мегалитов Керсолан

## Экономика
Структура занятости населения:
- сельское хозяйство — 8,0 %
- промышленность — 39,4 %
- строительство — 6,3 %
- торговля, транспорт и сфера услуг — 25,4 %
- государственные и муниципальные службы — 20,9 %

Уровень безработицы (2018) — 10,0 % (Франция в целом —  13,4 %, департамент Морбиан — 12,1 %). 

Среднегодовой доход на 1 человека, евро (2018) — 21 570 (Франция в целом — 21 730, департамент Морбиан — 21 830).

## Демография
Динамика численности населения, чел.

## Администрация
Пост мэра Лангидика с 2020 года занимает Лоран Дюваль (Laurent Duval). На муниципальных выборах 2020 года возглавляемый им независимый блок одержал победу в 1-м туре, получив 56,93 % голосов.
| Период | Период | Фамилия          | Партия                                                                     | Примечания                         |
| ------ | ------ | ---------------- | -------------------------------------------------------------------------- | ---------------------------------- |
| 1956   | 1977   | Люсьян Бегуан    |                                                                            | автомеханик, быший велогонщик      |
| 1977   | 1985   | Жо Юитель        | Разные правые                                                              | управляющий строительной компанией |
| 1985   | 2014   | Морис Ольеро     | Объединение в поддержку Республики Союз за народное движение Разные правые | учитель                            |
| 2014   | 2020   | Патрисия Кержуан | Разные правые                                                              | работник здравоохранения           |
| 2020   |        | Лоран Дюваль     | Разные правые                                                              | государственный служащий           |

## Города-побратимы
- Римпар, Германия